# Krzycko (jezioro)
Krzycko – jezioro w Polsce, położone w województwie wielkopolskim, w powiecie leszczyńskim, w gminie Święciechowa  (większość powierzchni) i Włoszakowice (północny kraniec), na terenie Pojezierza Krzywińskiego.
Charakteryzuje się prostą, niezalesioną linią brzegową. Przez jezioro przepływa Rów Krzycki